# Ryesgade (Aarhus)
Ryesgade er en gade i Midtbyen i Aarhus. Den strækker sig over 240 meter fra Sønder Allé til Banegårdspladsen og er i dag en del af det sammenhængende gågadeforløb Strøget. Gaden rummer overvejende af bygninger, der har butikker i stueetagen. 
Gaden er opkaldt efter den norsk-danske generalmajor Olaf Rye (1791-1849) og var den første gade i Aarhus, der blev opkaldt efter en person, der ikke var kongelig.
Ryesgade blev anlagt i 1873 og fulgte en privat gangsti, der førte hen over gartner F.J.C. Jensens gartneribrug. Etableringen medførte en del debat, blandt andet om gadens bredde, men også om bebyggelsens beskaffenhed. Ved opførelsen af den nuværende Aarhus Hovedbanegård i 1929 blev niveauet på Banegårdspladsen hævet, hvorfor Ryesgade den dag i dag stiger op mod banegården. Ryesgade var i 1931 den første gade i Aarhus, der ophængte juleguirlander i hele gadens længde.
I gaden findes den katolske Vor Frue Kirke og Sankt Knuds Skole. Overfor kirken findes Sankt Knuds Torv med Aarhus Bio.
I 2025 kollapsede huset Søndre Palæ i nummer 1 delvist indefra, uden tilskadekomne.